# Freestyle-Skiing-Weltcup
Der Freestyle-Skiing-Weltcup für Männer und Frauen wird seit 1980 jährlich in der Wintersaison der nördlichen Hemisphäre von der Fédération Internationale de Ski ausgerichtet.
Eigene Disziplinen-Wertungen gibt es für die Disziplinen Aerials (Kunstspringen), Halfpipe, Skicross, Slopestyle, Big Air und Moguls (Buckelpiste). Letztere beinhaltet seit 2004 auch die Parallel-Wettbewerbe auf der Buckelpiste (Dual Moguls). Die Disziplinen Ballett (Acro) und Kombination wurden in der Vergangenheit ausgetragen. Bei der Ermittlung der Weltcupwertungen kommt das FIS-Punktesystem zur Anwendung.

## Siegerlisten

### Gesamtweltcupsieger
| Saison  | Männer             | Frauen               |
| ------- | ------------------ | -------------------- |
| 2019/20 | Mikaël Kingsbury   | Perrine Laffont      |
| 2018/19 | Mikaël Kingsbury   | Perrine Laffont      |
| 2017/18 | Mikaël Kingsbury   | Sandra Näslund       |
| 2016/17 | Mikaël Kingsbury   | Britteny Cox         |
| 2015/16 | Mikaël Kingsbury   | Devin Logan          |
| 2014/15 | Mikaël Kingsbury   | Hannah Kearney       |
| 2013/14 | Mikaël Kingsbury   | Hannah Kearney       |
| 2012/13 | Mikaël Kingsbury   | Xu Mengtao           |
| 2011/12 | Mikaël Kingsbury   | Hannah Kearney       |
| 2010/11 | Guilbaut Colas     | Hannah Kearney       |
| 2009/10 | Anton Kuschnir     | Li Nina              |
| 2008/09 | Alexandre Bilodeau | Ophélie David        |
| 2007/08 | Steve Omischl      | Ophélie David        |
| 2006/07 | Dale Begg-Smith    | Jennifer Heil        |
| 2005/06 | Tomáš Kraus        | Ophélie David        |
| 2004/05 | Jeremy Bloom       | Li Nina              |
| 2003/04 | Steve Omischl      | Kari Traa            |
| 2002/03 | Dmitri Archipow    | Kari Traa            |
| 2001/02 | Eric Bergoust      | Kari Traa            |
| 2000/01 | Mikko Ronkainen    | Jacqui Cooper        |
| 1999/00 | Janne Lahtela      | Jacqui Cooper        |
| 1998/99 | Nicolas Fontaine   | Jacqui Cooper        |
| 1997/98 | Fabrice Becker     | Nikki Stone          |
| 1996/97 | Darcy Downs        | Stacey Blumer        |
| 1995/96 | Jonny Moseley      | Katherina Kubenk     |
| 1994/95 | Jonny Moseley      | Kristean Porter      |
| 1993/94 | Sergei Schuplezow  | Kristean Porter      |
| 1992/93 | Trace Worthington  | Katherina Kubenk     |
| 1991/92 | Trace Worthington  | Conny Kissling       |
| 1990/91 | Éric Laboureix     | Conny Kissling       |
| 1989/90 | Éric Laboureix     | Conny Kissling       |
| 1988/89 | Chris Simboli      | Conny Kissling       |
| 1987/88 | Éric Laboureix     | Conny Kissling       |
| 1986/87 | Éric Laboureix     | Conny Kissling       |
| 1985/86 | Éric Laboureix     | Conny Kissling       |
| 1984/85 | Alain Laroche      | Conny Kissling       |
| 1984    | Alain Laroche      | Conny Kissling       |
| 1983    | Peter Judge        | Conny Kissling       |
| 1982    | Frank Beddor       | Marie-Claude Asselin |
| 1981    | Frank Beddor       | Marie-Claude Asselin |
| 1980    | Greg Athans        | Stephanie Sloan      |

### Disziplinenwertungen (Männer)
| Saison  | Aerials                 | Moguls             | Skicross              | Halfpipe          | Slopestyle                   | Big Air            |
| ------- | ----------------------- | ------------------ | --------------------- | ----------------- | ---------------------------- | ------------------ |
| 2023/24 | Qi Guangpu              | Mikaël Kingsbury   | David Mobärg          | Alex Ferreira     | Mac Forehand                 | Alexander Hall     |
| 2022/23 | Noé Roth                | Mikaël Kingsbury   | Reece Howden          | Birk Irving       | Birk Ruud                    | Birk Ruud          |
| 2021/22 | Maxim Burow             | Mikaël Kingsbury   | Ryan Regez            | Brendan Mackay    | Andri Ragettli               | Matěj Švancer      |
| 2020/21 | Maxim Burow             | Matt Graham        | Reece Howden          | Aaron Blunck      | Colby Stevenson              | Birk Ruud          |
| 2019/20 | Noé Roth                | Mikaël Kingsbury   | Kevin Drury           | Aaron Blunck      | Andri Ragettli               | Birk Ruud          |
| 2018/19 | Wang Xindi              | Mikaël Kingsbury   | Bastien Midol         | Simon d’Artois    | Mac Forehand                 | Andri Ragettli     |
| 2017/18 | Maxim Burow             | Mikaël Kingsbury   | Marc Bischofberger    | Alex Ferreira     | Andri Ragettli               | Christian Nummedal |
| 2016/17 | Qi Guangpu              | Mikaël Kingsbury   | Jean-Frédéric Chapuis | Kévin Rolland     | McRae Williams               | Henrik Harlaut     |
| 2015/16 | Oleksandr Abramenko     | Mikaël Kingsbury   | Jean-Frédéric Chapuis | Kévin Rolland     | Andri Ragettli               | –                  |
| 2014/15 | Mac Bohonnon            | Mikaël Kingsbury   | Jean-Frédéric Chapuis | David Wise        | Felix Stridsberg-Usterud     | –                  |
| 2013/14 | Liu Zhongqing           | Mikaël Kingsbury   | Victor Öhling Norberg | Justin Dorey      | Jesper Tjäder                | –                  |
| 2012/13 | Jia Zongyang            | Mikaël Kingsbury   | Alex Fiva             | Mike Riddle       | James Woods                  | –                  |
| 2011/12 | Olivier Rochon          | Mikaël Kingsbury   | Filip Flisar          | David Wise        | Cyrill Hunziker Tom Wallisch | –                  |
| 2010/11 | Qi Guangpu              | Guilbaut Colas     | Andreas Matt          | Benoît Valentin   | –                            | –                  |
| 2009/10 | Anton Kuschnir          | Dale Begg-Smith    | Mike Schmid           | –                 | –                            | –                  |
| 2008/09 | Steve Omischl           | Alexandre Bilodeau | Tomáš Kraus           | Kévin Rolland     | –                            | –                  |
| 2007/08 | Steve Omischl           | Dale Begg-Smith    | Tomáš Kraus           | Matthew Hayward   | –                            | –                  |
| 2006/07 | Steve Omischl           | Dale Begg-Smith    | Audun Grønvold        | Kalle Leinonen    | –                            | –                  |
| 2005/06 | Dsmitryj Daschtschynski | Dale Begg-Smith    | Tomáš Kraus           | Kalle Leinonen    | –                            | –                  |
| 2004/05 | Jeret Peterson          | Jeremy Bloom       | Tomáš Kraus           | –                 | –                            | –                  |
| 2003/04 | Steve Omischl           | Janne Lahtela      | Jesper Brugge         | Mathias Wecxsteen | –                            | –                  |
| 2002/03 | Dmitri Archipow         | Travis Cabral      | Hiroomi Takizawa      | –                 | –                            | –                  |
| 2001/02 | Eric Bergoust           | Jeremy Bloom       | –                     | –                 | –                            | –                  |
| 2000/01 | Eric Bergoust           | Mikko Ronkainen    | –                     | –                 | –                            | –                  |
| 1999/00 | Nicolas Fontaine        | Janne Lahtela      | –                     | –                 | –                            | –                  |
| 1998/99 | Nicolas Fontaine        | Janne Lahtela      | –                     | –                 | –                            | –                  |
| 1997/98 | Nicolas Fontaine        | Jonny Moseley      | –                     | –                 | –                            | –                  |
| 1996/97 | Nicolas Fontaine        | Jean-Luc Brassard  | –                     | –                 | –                            | –                  |
| 1995/96 | Sébastien Foucras       | Jean-Luc Brassard  | –                     | –                 | –                            | –                  |
| 1994/95 | Trace Worthington       | Sergei Schuplezow  | –                     | –                 | –                            | –                  |
| 1993/94 | Philippe Laroche        | Edgar Grospiron    | –                     | –                 | –                            | –                  |
| 1992/93 | Lloyd Langlois          | Jean-Luc Brassard  | –                     | –                 | –                            | –                  |
| 1991/92 | Philippe Laroche        | Edgar Grospiron    | –                     | –                 | –                            | –                  |
| 1990/91 | Philippe Laroche        | Edgar Grospiron    | –                     | –                 | –                            | –                  |
| 1989/90 | Jean-Marc Bacquin       | Edgar Grospiron    | –                     | –                 | –                            | –                  |
| 1988/89 | Tor Skeie               | Nelson Carmichael  | –                     | –                 | –                            | –                  |
| 1987/88 | Jean-Marc Rozon         | Nelson Carmichael  | –                     | –                 | –                            | –                  |
| 1986/87 | Jean-Marc Rozon         | Martti Kellokumpu  | –                     | –                 | –                            | –                  |
| 1985/86 | Yves Laroche            | Steve Desovich     | –                     | –                 | –                            | –                  |
| 1984/85 | Lloyd Langlois          | Philippe Bron      | –                     | –                 | –                            | –                  |
| 1984    | Yves Laroche            | Philippe Bron      | –                     | –                 | –                            | –                  |
| 1983    | Sandro Wirth            | Bill Keenan        | –                     | –                 | –                            | –                  |
| 1982    | Craig Clow              | Nano Pourtier      | –                     | –                 | –                            | –                  |
| 1981    | Jean Corriveau          | Nano Pourtier      | –                     | –                 | –                            | –                  |
| 1980    | John Eaves              | Greg Athans        | –                     | –                 | –                            | –                  |

### Nicht mehr geführte Wertungen (Männer)
| Saison  | Ballett            | Kombination       | Dual Moguls     |
| ------- | ------------------ | ----------------- | --------------- |
| 2002/03 | –                  | –                 | Janne Lahtela   |
| 2001/02 | –                  | –                 | Richard Gay     |
| 1999/00 | –                  | –                 | Janne Lahtela   |
| 1998/99 | –                  | –                 | Thony Hemery    |
| 1997/98 | Fabrice Becker     | –                 | Jesper Rönnbäck |
| 1996/97 | Fabrice Becker     | Toben Sutherland  | Thony Hemery    |
| 1995/96 | Heini Baumgartner  | Jonny Moseley     | Jesper Rönnbäck |
| 1994/95 | Rune Kristiansen   | Trace Worthington | –               |
| 1993/94 | Fabrice Becker     | David Belhumeur   | –               |
| 1992/93 | Rune Kristiansen   | Trace Worthington | –               |
| 1991/92 | Rune Kristiansen   | Trace Worthington | –               |
| 1990/91 | Rune Kristiansen   | Éric Laboureix    | –               |
| 1989/90 | Roberto Franco     | Éric Laboureix    | –               |
| 1988/89 | Hermann Reitberger | Chris Simboli     | –               |
| 1987/88 | Hermann Reitberger | Alain Laroche     | –               |
| 1986/87 | Hermann Reitberger | Éric Laboureix    | –               |
| 1985/86 | Hermann Reitberger | Éric Laboureix    | –               |
| 1984/85 | Hermann Reitberger | Alain Laroche     | –               |
| 1984    | Richard Schabl     | Alain Laroche     | –               |
| 1983    | Richard Schabl     | Alain Laroche     | –               |
| 1982    | Ian Edmondson      | Frank Beddor      | –               |
| 1981    | Bob Howard         | Frank Beddor      | –               |
| 1980    | Bob Howard         | Greg Athans       | –               |

### Disziplinenwertungen (Frauen)
| Saison  | Aerials              | Moguls                | Skicross          | Halfpipe          | Slopestyle                 | Big Air                      |
| ------- | -------------------- | --------------------- | ----------------- | ----------------- | -------------------------- | ---------------------------- |
| 2023/24 | Danielle Scott       | Jakara Anthony        | Marielle Thompson | Eileen Gu         | Mathilde Gremaud           | Mathilde Gremaud             |
| 2022/23 | Danielle Scott       | Perrine Laffont       | Sandra Näslund    | Rachael Karker    | Johanne Killi              | Tess Ledeux Mathilde Gremaud |
| 2021/22 | Xu Mengtao           | Jakara Anthony        | Sandra Näslund    | Eileen Gu         | Kelly Sildaru              | Tess Ledeux                  |
| 2020/21 | Laura Peel           | Perrine Laffont       | Fanny Smith       | Rachael Karker    | Tess Ledeux                | Giulia Tanno                 |
| 2019/20 | Laura Peel           | Perrine Laffont       | Sandra Näslund    | Walerija Demidowa | Sarah Höfflin              | Giulia Tanno                 |
| 2018/19 | Xu Mengtao           | Perrine Laffont       | Fanny Smith       | Cassie Sharpe     | Megan Oldham               | Elena Gaskell                |
| 2017/18 | Xu Mengtao           | Perrine Laffont       | Sandra Näslund    | Cassie Sharpe     | Jennie-Lee Burmansson      | Silvia Bertagna              |
| 2016/17 | Xu Mengtao           | Britteny Cox          | Marielle Thompson | Marie Martinod    | Sarah Höfflin              | Emma Dahlström               |
| 2015/16 | Ashley Caldwell      | Chloé Dufour-Lapointe | Anna Holmlund     | Ayana Onozuka     | Tiril Sjåstad Christiansen | –                            |
| 2014/15 | Kiley McKinnon       | Hannah Kearney        | Anna Holmlund     | Ayana Onozuka     | Emma Dahlström             | –                            |
| 2013/14 | Li Nina              | Hannah Kearney        | Marielle Thompson | Devin Logan       | Lisa Zimmermann            | –                            |
| 2012/13 | Xu Mengtao           | Hannah Kearney        | Fanny Smith       | Virginie Faivre   | Keri Herman                | –                            |
| 2011/12 | Xu Mengtao           | Hannah Kearney        | Marielle Thompson | Brita Sigourney   | Linn-Ida Murud Kaya Turski | –                            |
| 2010/11 | Cheng Shuang         | Hannah Kearney        | Anna Holmlund     | Sarah Burke       | –                          | –                            |
| 2009/10 | Li Nina              | Jennifer Heil         | Ophélie David     | –                 | –                          | –                            |
| 2008/09 | Lydia Lassila        | Hannah Kearney        | Ophélie David     | Virginie Faivre   | –                          | –                            |
| 2007/08 | Jacqui Cooper        | Aiko Uemura           | Ophélie David     | Sarah Burke       | –                          | –                            |
| 2006/07 | Jacqui Cooper        | Jennifer Heil         | Ophélie David     | Jessica Cumming   | –                          | –                            |
| 2005/06 | Evelyne Leu          | Jennifer Heil         | Ophélie David     | Anaïs Caradeux    | –                          | –                            |
| 2004/05 | Li Nina              | Jennifer Heil         | Ophélie David     | –                 | –                          | –                            |
| 2003/04 | Alisa Camplin        | Jennifer Heil         | Ophélie David     | Marie Martinod    | –                          | –                            |
| 2002/03 | Alisa Camplin        | Shannon Bahrke        | Valentine Scuotto | –                 | –                          | –                            |
| 2001/02 | Ala Zuper            | Kari Traa             | –                 | –                 | –                          | –                            |
| 2000/01 | Jacqui Cooper        | Kari Traa             | –                 | –                 | –                          | –                            |
| 1999/00 | Jacqui Cooper        | Ann Battelle          | –                 | –                 | –                          | –                            |
| 1998/99 | Jacqui Cooper        | Ann Battelle          | –                 | –                 | –                          | –                            |
| 1997/98 | Nikki Stone          | Marja Elfman          | –                 | –                 | –                          | –                            |
| 1996/97 | Veronica Brenner     | Tatjana Mittermayer   | –                 | –                 | –                          | –                            |
| 1995/96 | Colette Brand        | Donna Weinbrecht      | –                 | –                 | –                          | –                            |
| 1994/95 | Nikki Stone          | Raphaëlle Monod       | –                 | –                 | –                          | –                            |
| 1993/94 | Lina Cheryazova      | Donna Weinbrecht      | –                 | –                 | –                          | –                            |
| 1992/93 | Lina Cheryazova      | Stine Lise Hattestad  | –                 | –                 | –                          | –                            |
| 1991/92 | Kirstie Marshall     | Donna Weinbrecht      | –                 | –                 | –                          | –                            |
| 1990/91 | Elfie Simchen        | Donna Weinbrecht      | –                 | –                 | –                          | –                            |
| 1989/90 | Sonja Reichart       | Donna Weinbrecht      | –                 | –                 | –                          | –                            |
| 1988/89 | Catherine Lombard    | Raphaëlle Monod       | –                 | –                 | –                          | –                            |
| 1987/88 | Meredith Gardner     | Stine Lise Hattestad  | –                 | –                 | –                          | –                            |
| 1986/87 | Sonja Reichart       | Raphaëlle Monod       | –                 | –                 | –                          | –                            |
| 1985/86 | Anna Fraser          | Mary Jo Tiampo        | –                 | –                 | –                          | –                            |
| 1984/85 | Meredith Gardner     | Mary Jo Tiampo        | –                 | –                 | –                          | –                            |
| 1984    | Eveline Wirth        | Hilary Engisch        | –                 | –                 | –                          | –                            |
| 1983    | Marie-Claude Asselin | Hayley Wolff          | –                 | –                 | –                          | –                            |
| 1982    | Marie-Claude Asselin | Hilary Engisch        | –                 | –                 | –                          | –                            |
| 1981    | Marie-Claude Asselin | Hilary Engisch        | –                 | –                 | –                          | –                            |
| 1980    | Lauralee Bowie       | Hilary Engisch        | –                 | –                 | –                          | –                            |

### Nicht mehr geführte Wertungen (Frauen)
| Saison  | Ballett         | Kombination          | Dual Moguls       |
| ------- | --------------- | -------------------- | ----------------- |
| 2002/03 | –               | –                    | Margarita Marbler |
| 2001/02 | –               | –                    | Christine Gerg    |
| 1999/00 | –               | –                    | Kari Traa         |
| 1998/99 | Jelena Batalowa | –                    | Michelle Roark    |
| 1997/98 | Jelena Batalowa | –                    | Kari Traa         |
| 1996/97 | Jelena Batalowa | –                    | Candice Gilg      |
| 1995/96 | Jelena Batalowa | –                    | Candice Gilg      |
| 1994/95 | Ellen Breen     | Maja Schmid          | –                 |
| 1993/94 | Ellen Breen     | Maja Schmid          | –                 |
| 1992/93 | Ellen Breen     | Katherina Kubenk     | –                 |
| 1991/92 | Conny Kissling  | Conny Kissling       | –                 |
| 1990/91 | Conny Kissling  | Conny Kissling       | –                 |
| 1989/90 | Conny Kissling  | Conny Kissling       | –                 |
| 1988/89 | Jan Bucher      | Conny Kissling       | –                 |
| 1987/88 | Christine Rossi | Conny Kissling       | –                 |
| 1986/87 | Christine Rossi | Conny Kissling       | –                 |
| 1985/86 | Jan Bucher      | Conny Kissling       | –                 |
| 1984/85 | Christine Rossi | Conny Kissling       | –                 |
| 1984    | Jan Bucher      | Conny Kissling       | –                 |
| 1983    | Jan Bucher      | Marie-Claude Asselin | –                 |
| 1982    | Jan Bucher      | Marie-Claude Asselin | –                 |
| 1981    | Jan Bucher      | Marie-Claude Asselin | –                 |
| 1980    | Jan Bucher      | Stephanie Sloan      | –                 |

## Rekorde

### Saisons

#### Gesamtweltcupsiege
| Platz | Athlet(in)           | Geschlecht | Siege |
| ----- | -------------------- | ---------- | ----- |
| 1.    | Conny Kissling       | Frauen     | 10    |
| 2.    | Mikaël Kingsbury     | Männer     | 9     |
| 3.    | Éric Laboureix       | Männer     | 5     |
| 4.    | Hannah Kearney       | Frauen     | 4     |
| 5.    | Ophélie David        | Frauen     | 3     |
| 5.    | Kari Traa            | Frauen     | 3     |
| 5.    | Jacqui Cooper        | Frauen     | 3     |
| 8.    | Steve Omischl        | Männer     | 2     |
| 8.    | Jonny Moseley        | Männer     | 2     |
| 8.    | Trace Worthington    | Männer     | 2     |
| 8.    | Alain Laroche        | Männer     | 2     |
| 8.    | Frank Beddor         | Männer     | 2     |
| 8.    | Perrine Laffont      | Frauen     | 2     |
| 8.    | Li Nina              | Frauen     | 2     |
| 8.    | Katherina Kubenk     | Frauen     | 2     |
| 8.    | Kristean Porter      | Frauen     | 2     |
| 8.    | Marie-Claude Asselin | Frauen     | 2     |

Stand: Ende Saison 2023/24

In Fettschrift hervorgehobene Athleten sind derzeit aktiv.

#### Wettbewerbsweltcupsiege Aerials
| Platz | Athlet(in)           | Geschlecht | Siege |
| ----- | -------------------- | ---------- | ----- |
| 1.    | Xu Mengtao           | Frauen     | 6     |
| 2.    | Jacqui Cooper        | Frauen     | 5     |
| 3.    | Steve Omischl        | Männer     | 4     |
| 3.    | Nicolas Fontaine     | Männer     | 4     |
| 5.    | Qi Guangpu           | Männer     | 3     |
| 5.    | Maxim Burow          | Männer     | 3     |
| 5.    | Philippe Laroche     | Männer     | 3     |
| 5.    | Li Nina              | Frauen     | 3     |
| 5.    | Marie-Claude Asselin | Frauen     | 3     |
| 10.   | Noé Roth             | Männer     | 2     |
| 10.   | Eric Bergoust        | Männer     | 2     |
| 10.   | Lloyd Langlois       | Männer     | 2     |
| 10.   | Jean-Marc Rozon      | Männer     | 2     |
| 10.   | Yves Laroche         | Männer     | 2     |
| 10.   | Danielle Scott       | Frauen     | 2     |
| 10.   | Laura Peel           | Frauen     | 2     |
| 10.   | Alisa Camplin        | Frauen     | 2     |
| 10.   | Nikki Stone          | Frauen     | 2     |
| 10.   | Lina Cheryazova      | Frauen     | 2     |
| 10.   | Sonja Reichart       | Frauen     | 2     |
| 10.   | Meredith Gardner     | Frauen     | 2     |

Stand: Ende Saison 2023/24

In Fettschrift hervorgehobene Athleten sind derzeit aktiv.

#### Wettbewerbsweltcupsiege Moguls
| Platz | Athlet(in)        | Geschlecht | Siege |
| ----- | ----------------- | ---------- | ----- |
| 1.    | Mikaël Kingsbury  | Männer     | 12    |
| 2.    | Hannah Kearney    | Frauen     | 6     |
| 3.    | Perrine Laffont   | Frauen     | 5     |
| 3.    | Jennifer Heil     | Frauen     | 5     |
| 3.    | Donna Weinbrecht  | Frauen     | 5     |
| 6.    | Dale Begg-Smith   | Männer     | 4     |
| 6.    | Edgar Grospiron   | Männer     | 4     |
| 6.    | Hilary Engisch    | Frauen     | 4     |
| 9.    | Janne Lahtela     | Männer     | 3     |
| 9.    | Jean-Luc Brassard | Männer     | 3     |
| 9.    | Raphaëlle Monod   | Frauen     | 3     |

Stand: Ende Saison 2023/24

In Fettschrift hervorgehobene Athleten sind derzeit aktiv.

#### Wettbewerbsweltcupsiege Skicross
| Platz | Athlet(in)            | Geschlecht | Siege |
| ----- | --------------------- | ---------- | ----- |
| 1.    | Ophélie David         | Frauen     | 7     |
| 2.    | Tomáš Kraus           | Männer     | 4     |
| 2.    | Marielle Thompson     | Frauen     | 4     |
| 2.    | Sandra Näslund        | Frauen     | 4     |
| 5.    | Jean-Frédéric Chapuis | Männer     | 3     |
| 5.    | Fanny Smith           | Frauen     | 3     |
| 5.    | Anna Holmlund         | Frauen     | 3     |
| 8.    | Reece Howden          | Männer     | 2     |
| 9.    | David Mobärg          | Männer     | 1     |
| 9.    | Ryan Regez            | Männer     | 1     |
| 9.    | Kevin Drury           | Männer     | 1     |
| 9.    | Bastien Midol         | Männer     | 1     |
| 9.    | Marc Bischofberger    | Männer     | 1     |
| 9.    | Victor Öhling Norberg | Männer     | 1     |
| 9.    | Alex Fiva             | Männer     | 1     |
| 9.    | Filip Flisar          | Männer     | 1     |
| 9.    | Andreas Matt          | Männer     | 1     |
| 9.    | Mike Schmid           | Männer     | 1     |
| 9.    | Audun Grønvold        | Männer     | 1     |
| 9.    | Jesper Brugge         | Männer     | 1     |
| 9.    | Hiroomi Takizawa      | Männer     | 1     |
| 9.    | Valentine Scuotto     | Frauen     | 1     |

Stand: Ende Saison 2023/24

In Fettschrift hervorgehobene Athleten sind derzeit aktiv.

#### Wettbewerbsweltcupsiege Halfpipe
| Platz | Athlet(in)      | Geschlecht | Siege |
| ----- | --------------- | ---------- | ----- |
| 1.    | Kévin Rolland   | Männer     | 3     |
| 2.    | Alex Ferreira   | Männer     | 2     |
| 2.    | Aaron Blunck    | Männer     | 2     |
| 2.    | David Wise      | Männer     | 2     |
| 2.    | Kalle Leinonen  | Männer     | 2     |
| 2.    | Eileen Gu       | Frauen     | 2     |
| 2.    | Rachael Karker  | Frauen     | 2     |
| 2.    | Cassie Sharpe   | Frauen     | 2     |
| 2.    | Ayana Onozuka   | Frauen     | 2     |
| 2.    | Virginie Faivre | Frauen     | 2     |
| 2.    | Sarah Burke     | Frauen     | 2     |

Stand: Ende Saison 2023/24

In Fettschrift hervorgehobene Athleten sind derzeit aktiv.

#### Wettbewerbsweltcupsiege Slopestyle
| Platz | Athlet(in)                 | Geschlecht | Siege |
| ----- | -------------------------- | ---------- | ----- |
| 1.    | Andri Ragettli             | Männer     | 4     |
| 2.    | Mac Forehand               | Männer     | 2     |
| 2.    | Sarah Höfflin              | Frauen     | 2     |
| 4.    | Birk Ruud                  | Männer     | 1     |
| 4.    | Colby Stevenson            | Männer     | 1     |
| 4.    | McRae Williams             | Männer     | 1     |
| 4.    | Felix Stridsberg-Usterud   | Männer     | 1     |
| 4.    | Jesper Tjäder              | Männer     | 1     |
| 4.    | James Woods                | Männer     | 1     |
| 4.    | Cyrill Hunziker            | Männer     | 1     |
| 4.    | Tom Wallisch               | Männer     | 1     |
| 4.    | Mathilde Gremaud           | Frauen     | 1     |
| 4.    | Johanne Killi              | Frauen     | 1     |
| 4.    | Kelly Sildaru              | Frauen     | 1     |
| 4.    | Tess Ledeux                | Frauen     | 1     |
| 4.    | Megan Oldham               | Frauen     | 1     |
| 4.    | Jennie-Lee Burmansson      | Frauen     | 1     |
| 4.    | Tiril Sjåstad Christiansen | Frauen     | 1     |
| 4.    | Emma Dahlström             | Frauen     | 1     |
| 4.    | Lisa Zimmermann            | Frauen     | 1     |
| 4.    | Keri Herman                | Frauen     | 1     |
| 4.    | Linn-Ida Murud             | Frauen     | 1     |
| 4.    | Kaya Turski                | Frauen     | 1     |

Stand: Ende Saison 2023/24

In Fettschrift hervorgehobene Athleten sind derzeit aktiv.

#### Wettbewerbsweltcupsiege Big Air
| Platz | Athlet(in)         | Geschlecht | Siege |
| ----- | ------------------ | ---------- | ----- |
| 1.    | Birk Ruud          | Männer     | 3     |
| 2.    | Mathilde Gremaud   | Frauen     | 2     |
| 2.    | Tess Ledeux        | Frauen     | 2     |
| 2.    | Giulia Tanno       | Frauen     | 2     |
| 5.    | Alexander Hall     | Männer     | 1     |
| 5.    | Matěj Švancer      | Männer     | 1     |
| 5.    | Andri Ragettli     | Männer     | 1     |
| 5.    | Christian Nummedal | Männer     | 1     |
| 5.    | Henrik Harlaut     | Männer     | 1     |
| 5.    | Elena Gaskell      | Frauen     | 1     |
| 5.    | Silvia Bertagna    | Frauen     | 1     |
| 5.    | Emma Dahlström     | Frauen     | 1     |

Stand: Ende Saison 2023/24

In Fettschrift hervorgehobene Athleten sind derzeit aktiv.

### Wettbewerbe

#### Bestenliste nach Weltcupsiegen (Herren)
Meiste Weltcupsiege bei den Herren (Stand: 2. Februar 2024)
|    | Name               | Anzahl |
| -- | ------------------ | ------ |
| 1. | Mikaël Kingsbury   | 87     |
| 2. | Hermann Reitberger | 44     |
| 3. | Rune Kristiansen   | 38     |
| 4. | Trace Worthington  | 37     |
| 5. | Éric Laboureix     | 34     |
| 6. | Edgar Grospiron    | 28     |
| 7. | Janne Lahtela      | 22     |
| 8. | Fabrice Becker     | 21     |
|    | Lloyd Langlois     | 21     |
|    | Alain Laroche      | 21     |

#### Bestenliste nach Weltcupsiegen (Damen)
Meiste Weltcupsiege bei den Damen (Stand: 2. Februar 2024)
|     | Name                 | Anzahl |
| --- | -------------------- | ------ |
| 1.  | Conny Kissling       | 106    |
| 2.  | Jan Bucher           | 57     |
| 3.  | Hannah Kearney       | 46     |
|     | Donna Weinbrecht     | 46     |
| 5.  | Sandra Näslund       | 40*    |
| 6.  | Kari Traa            | 36     |
| 7.  | Marie-Claude Asselin | 35     |
| 8.  | Fanny Smith          | 31*    |
| 9.  | Perrine Laffont      | 30     |
| 10. | Xu Mengtao           | 27*    |

* nur Siege in Einzelwettkämpfen

#### Bestenliste nach Weltcupsiegen (Land)
Meiste Weltcupsiege für die einzelnen Länder (Stand: 23. März 2014)
|     | Name                | Anzahl |
| --- | ------------------- | ------ |
| 1.  | Vereinigte Staaten  | 536    |
| 2.  | Kanada              | 471    |
| 3.  | Frankreich          | 300    |
| 4.  | Schweiz             | 215    |
| 5.  | Deutschland         | 111    |
| 6.  | Norwegen            | 105    |
| 7.  | Australien          | 83     |
| 8.  | Volksrepublik China | 72     |
| 9.  | Schweden            | 69     |
| 10. | Russland            | 67     |
| 13. | Österreich          | 35     |

## Austragungsorte
Der Weltcup der Männer wurde bisher an 56 Orten in Europa, Asien und Nordamerika und der Weltcup der Frauen an 16 Orten in Europa und Asien ausgetragen. (Stand nach der Saison 2014/15)